# The Journal of Philosophy
The Journal of Philosophy es una revista académica mensual en lengua inglesa centrada en el ámbito de la Filosofía, publicada por la Universidad de Columbia desde su creación. Fue fundada en 1904 por Frederick J. E. Woodbridge y J. McKeen Cattell bajo el nombre The Journal of Philosophy, Psychology, and Scientific Methods, de periodicidad quincenal, hasta el año 1921, en que cambió a la denominación que permanece hasta el presente. Bajo la premisa de «publicar artículos filosóficos de interés actual y fomentar el intercambio de ideas, en especial explorar las líneas fronterizas entre la filosofía y otras disciplinas», los documentos científicos que le llegan han de ser investigaciones originales, es decir, no publicadas con anterioridad en ninguna otra revista o publicación; además, no pueden ser expositivos, ni ser fuentes primarias, y pasan por revisión de una evaluación de expertos antes de ser editados.